# Ahmed El Hamiani Khatat
Ahmed El Hamiani Khatat (né le 14 décembre 1909 à Fès, mort le 18 décembre 2005 à Fès) était un avocat et un homme politique marocain, ainsi que le premier à avoir occupé le poste de “Premier Président” de la Cour Suprême Marocaine lors de sa création en 1957.

## Biographie
Au début des années 1930, à l'instar de nombreux jeunes Marocains dans les autres villes du royaume, scandalisé par le Dahir berbère, imposé par les autorités coloniales, un petit groupe de notables fassis se réunit secrètement à Fès.
Ahmed El Hamiani Khatat, alors jeune avocat, fait partie de ce groupe qui constituera à Fès le comité d'action marocaine, qui deviendra plus tard le Parti de l'Istiqlal.
Ahmed El Hamiani Khatat, juriste inégalable, rédigera en 1944, assisté de Ahmed Bahnini, le Manifeste de l'indépendance. Invité à le signer en premier, il dira qu'il revenait à l'aîné parmi eux, de signer en premier et il ira lui-même porter le précieux document historique à Ahmed Mekouar. Il le signera après lui et sera condamné à deux ans de prison (au pénitencier d'El Adel à El Jadida) par les autorités coloniales, après la publication du Manifeste le 11 janvier 1944.
En 1955, Ahmed El Hamiani Khatat démissionne du parti de l'Istiqlal, déclarant « maintenant que le mouvement (de l'Istiqlal) avait obtenu l'indépendance du pays, il se devait d'être dissout ».
Compagnon du roi Mohammed V, il occupera au cours de sa carrière les postes de directeur des Affaires politiques, de directeur général du Cabinet royal, de premier président de la cour suprême, de ministre de l'Intérieur, puis à nouveau de premier président de la cour suprême.
Ministre de l'Intérieur en 1962, un an après l'accession au pouvoir du roi Hassan II, il acquiert la conviction que le développement du pays doive passer par le renforcement de la justice et par l'alphabétisation.
Il est, jusqu'à son retrait en 1966, où il quittera de son propre chef la présidence de la cour suprême, l'un des artisans du renforcement du pouvoir de la monarchie, autant en orchestrant les différentes scissions qui font éclater le parti de l'Istiqlal, qu'en protégeant la monarchie des dérives putschistes qui émaillaient cette période. Craint par le général Oufkir, à cause de son influence auprès du roi Hassan II, il est écarté en 1966 des cercles du pouvoir, peut-être par Hassan II lui-même pour le protéger, après qu'il a officiellement demandé l'indépendance de la magistrature dans son discours d'ouverture de l'année judiciaire à la cour suprême en octobre 1965). Il se retirera définitivement, à 57 ans, de la vie publique.
A la demande du corps de la magistrature, le président français Charles de Gaulle, le décorera de la Légion d'Honneur en 1965.